# تپه ب گازرخانی
تپه ب گازرخانی در شهرستان کامیاران، بخش مرکزی، روستای گازرخانی واقع شده و این اثر در تاریخ ۱۰ مهر ۱۳۸۰ با شمارهٔ ثبت ۴۰۰۳ به‌عنوان یکی از آثار ملی ایران به ثبت رسیده است.